# Zimowy gość
Zimowy gość (ang. The Winter Guest) – brytyjsko-amerykański dramat filmowy z 1997 roku w reżyserii Alana Rickmana. W rolach głównych wystąpiły w nim Phyllida Law i Emma Thompson.

## Fabuła
Akcja rozgrywa się w Szkocji, w zimowy dzień. Fabuła skupia się na 8 osobach; matce i córce, Elspeth i Frances, granych przez Phyllidę Law i Emmę Thompson (również w rzeczywistości matkę i córkę); dwójce wagarujących chłopców, Samie (Douglas Murphy) i Tomie (Sean Biggerstaff); dwóch starszych paniach, które często zjawiają się na pogrzebach nieznajomych, Chloe (Sandra Voe) i Lily (Sheila Reid); oraz dwójce nastolatków, Nicie (Arlene Cockburn) i Alexie (Gary Hollywood). Film głównie skupia się na interakcjach głównych postaci. 

## Geneza
Film powstał na podstawie sztuki Sharmana Macdonalda, wydanej w Leeds Playhouse (prezentowana od 23 stycznia do 18 lutego 1995). Sztuka ta później wystawiana była w londyńskim Teatrze Almeida (prezentowano ją tam od 14 marca do 15 kwietnia 1995). Niczym film, była również wyreżyserowana przez Alana Rickmana. 

## Nominacje i nagrody
Film spodobał się krytykom. Aktorka grająca jedną z głównych ról, Emma Thompson, zdobyła nagrodę im. Pasinettiego na 54. MFF w Wenecji. Film otrzymał kilka nominacji do: British Independent Film Awards (dla Emmy Thompson), Czeskiego Lwa (dla Alana Rickmana), Europejskich Nagród Filmowych (dla Emmy Thompson).
Nagrody:
- MFF Brukseli - Alan Rickman
- MFF w Chicago - Alan Rickman
- 54. MFF w Wenecji – trzy nagrody (dwie dla Rickmana, jedna dla Thompson).

## Obsada
- Phyllida Law
- Emma Thompson
- Sheila Reid
- Sandra Voe
- Arlene Cockburn
- Gary Hollywood
- Sean Biggerstaff
- Douglas Murphy